# 格罗讷河畔萨维尼
格羅訥河畔萨维尼（法語：Savigny-sur-Grosne，法語發音：[saviɲi syʁ ɡʁon]）是法国索恩-卢瓦尔省的一个市镇，属于索恩河畔沙隆区。

## 地理
格罗讷河畔萨维尼（46°34'58"N, 4°40'15"E）面积6.52 平方千米，位于法国勃艮第-弗朗什-孔泰大區索恩-卢瓦尔省，该省份为法国中部省份，北起顺时针与科多尔省、汝拉省、安省、罗讷省、卢瓦尔省、阿列省和涅夫勒省接壤。
与格罗讷河畔萨维尼接壤的市镇（或旧市镇、城区）包括：圣让古勒纳雄耐尔、马莱、比尔南、博奈-圣伊泰尔。

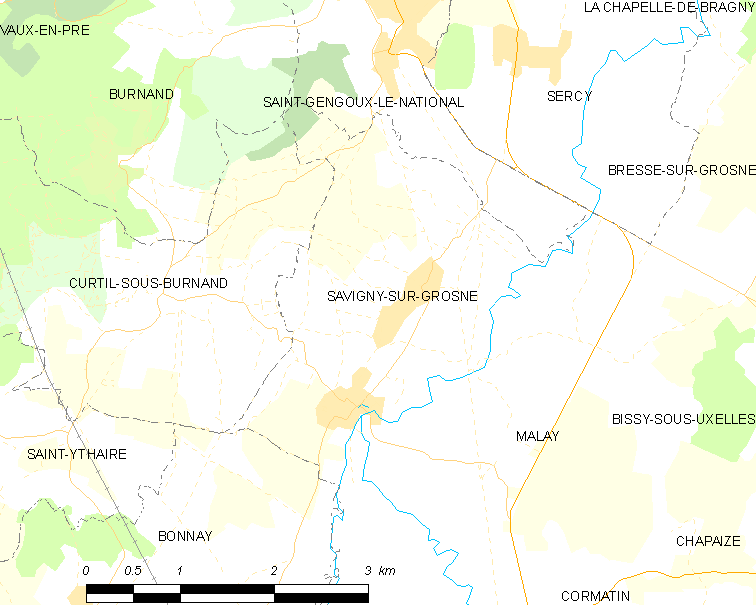
格罗讷河畔萨维尼的OSM定位图

格罗讷河畔萨维尼的时区为UTC+01:00、UTC+02:00（夏令时）。

## 行政
格罗讷河畔萨维尼的邮政编码为71460，INSEE市镇编码为71507。

## 政治
格罗讷河畔萨维尼所属的省级选区为克吕尼县。

## 人口

1962-2008年间格罗讷河畔萨维尼人口变化图示

格罗讷河畔萨维尼于2022年1月1日时的人口数量为170人。